# Primært sprog
Et primært sprog er det foretrukne sprog i et land. I Danmark er det primære sprog eksempelvis dansk. Grunden til man har delt det op i primært og sekundært sprog er, at der er nogle lande, hvor man anvender et alternativt sprog. Som eksempel tales der både engelsk og fransk i Canada, og der findes også nogle afrikanske lande, hvor der tales et primært sprog og fx engelsk som sekundært.